# Тиме, Александр
Александр Тиме (нем. Alexander Thieme; 13 января 1954, Карл-Маркс-Штадт, ГДР — 29 ноября 2016, Янсдорф, Саксония, Германия) — восточногерманский легкоатлет, серебряный призёр Олимпийских игр в Монреале (1976).

## Спортивная карьера
Выступал за спортивное общество SC Karl-Marx-Stadt, тренировался у Питера Доста. Наибольшего успеха добился на летних Играх в Монреале (1976), когда в составе сборной ГДР завоевал серебряную медаль в эстафете 4×100 м.
На Кубке мира 1977 года в Дюссельдорфе и на чемпионате Европы 1978 года в Праге в составе национальной команды показал второй результат в эстафете 4×100 метров. В 1975 и 1977 годах был победителем Кубка Европы, а в 1979 году стал вторым призёром в эстафете 4×100 метров, в 1975 году стал третьим призёром в беге на 100 м.
После завершения спортивной карьеры получил докторскую степень Технического университета Карл-Маркс-Штадта в сфере теплотехники и занимал должность старшего научного сотрудника. Позже работал на строительном предприятии в Янсдорфе.

## Награды
- Орден «За заслуги перед Отечеством» третьей степени (1976)